# Светлица (приток Камы)
Светлица — река в России, протекает по Чердынскому и Косинскому районам Пермского края. Устье реки находится в 1102 км по правому берегу реки Кама. Длина реки составляет 30 км.
Исток реки в заболоченном лесном массиве в 13 км к северо-востоку от посёлка Светлица (центр Светличанского сельского поселения). В верхнем и среднем течении течёт на юго-запад, в нижнем резко поворачивает на север. Приток — Полуденная Светлица (левый). Впадает в Каму у посёлка Новая Светлица, других населённых пунктов на реке нет.

## Данные водного реестра
По данным государственного водного реестра России относится к Камскому бассейновому округу, водохозяйственный участок реки — Кама от истока до водомерного поста у села Бондюг, речной подбассейн реки — бассейны притоков Камы до впадения Белой. Речной бассейн реки — Кама.
По данным геоинформационной системы водохозяйственного районирования территории РФ, подготовленной Федеральным агентством водных ресурсов:
- Код водного объекта в государственном водном реестре — 10010100112111100003147
- Код по гидрологической изученности (ГИ) — 111100314
- Код бассейна — 10.01.01.001
- Номер тома по ГИ — 11
- Выпуск по ГИ — 1